# Плавание на Играх стран СНГ 2023
На соревнованиях по плаванию на играх стран СНГ 2023, которые проходили  в городе Брест, разыгрывалось 32 комплекта медалей. Соревнования проходили в Дворце водных видов спорта 10, 11, 12 и 13 августа.

## Медальный зачёт
*   Принимающая страна (Беларусь)
| Место          | Страна         | Золото | Серебро | Бронза | Всего |
| -------------- | -------------- | ------ | ------- | ------ | ----- |
| 1              | Россия         | 28     | 16      | 4      | 48    |
| 2              | Казахстан      | 2      | 5       | 8      | 15    |
| 3              | Беларусь*      | 1      | 11      | 20     | 32    |
| 4              | Узбекистан     | 1      | 0       | 0      | 1     |
| Всего стран: 4 | Всего стран: 4 | 32     | 32      | 32     | 96    |

## Результаты

### Мужчины
| Дисциплина                     | Золото                                                                                | Серебро                                                                                   | Бронза                                                                                 |  |  |  |
| 50 м вольный стиль             | Роман Жидков — 23.27 Россия                                                           | Андрей Черепков — 23.35 Россия                                                            | Нурдавлят Абжапаров — 23.82 Казахстан                                                  |  |  |  |
| 100 м вольный стиль            | Роман Жидков — 49.50 Россия                                                           | Андрей Черепков — 50.50 Россия                                                            | Владислав Задорожный — 51.38 Беларусь                                                  |  |  |  |
| 200 м вольный стиль            | Андрей Черепков — 1:50.43 Россия                                                      | Владислав Задорожный — 1:51.52 Беларусь                                                   | Антон Михеев — 1:51.72 Россия                                                          |  |  |  |
| 400 м вольный стиль            | Егор Бабинич — 3:55.07 Россия                                                         | Андрей Черепков — 3:55.32 Россия                                                          | Владислав Задорожный — 3:59.09 Беларусь                                                |  |  |  |
| 1500 м вольный стиль           | Файзуллох Кобулов — 17:56.09 Узбекистан                                               | Дмитрий Королюк — 18:56.30 Беларусь                                                       | Данила Войтехович — 19:05.64 Беларусь                                                  |  |  |  |
|                                |                                                                                       |                                                                                           |                                                                                        |  |  |  |
| 100 м на спине                 | Егор Попов — 56.08 Казахстан                                                          | Александр Кононов — 57.53 Россия                                                          | Максим Сказобцов — 57.80 Казахстан                                                     |  |  |  |
| 200 м на спине                 | Ярослав Лозе — 1:59.65 Россия                                                         | Егор Попов — 2:03.06 Казахстан                                                            | Александр Кононов — 2:04.91 Россия                                                     |  |  |  |
|                                |                                                                                       |                                                                                           |                                                                                        |  |  |  |
| 100 м брасс                    | Даниил Писецкий — 1:02.42 Россия                                                      | Генрих Тонкович — 1:04.65 Беларусь                                                        | Данила Бохуров — 1:05.25 Беларусь                                                      |  |  |  |
| 200 м брасс                    | Даниил Писецкий — 2:15.51 Россия                                                      | Анатолий Гусенков — 2:15.99 Россия                                                        | Генрих Тонкович — 2:19.17 Беларусь                                                     |  |  |  |
|                                |                                                                                       |                                                                                           |                                                                                        |  |  |  |
| 100 м баттерфляй               | Максим Сказобцов — 53.61 Казахстан                                                    | Кирилл Холкин — 55.66 Беларусь                                                            | Максим Пронин — 55.74 Россия                                                           |  |  |  |
| 200 м баттерфляй               | Виталий Нечаев — 2:02.42 Россия                                                       | Максим Пронин — 2:04.17 Россия                                                            | Максим Кликушин — 2:06.17 Беларусь                                                     |  |  |  |
|                                |                                                                                       |                                                                                           |                                                                                        |  |  |  |
| 200 м комплекс                 | Анатолий Гусенков — 2:02.36 Россия                                                    | Данила Бохуров — 2:07.92 Беларусь                                                         | Егор Рогатко — 2:11.04 Беларусь                                                        |  |  |  |
| 400 м комплекс                 | Ярослав Лозе — 4:20.92 Россия                                                         | Анатолий Гусенков — 4:22.72 Россия                                                        | Данила Бохуров — 4:36.03 Беларусь                                                      |  |  |  |
|                                |                                                                                       |                                                                                           |                                                                                        |  |  |  |
| Эстафета 4×100 м вольный стиль | Россия — 3:24.15 Роман Жидков · Антон Михеев · Егор Бабинич · Андрей Черепков ·       | Казахстан — 3:27.89 Егор Попов · Игорь Русанов · Максим Сказобцов · Алексей Крученко ·    | Беларусь — 3:32.15 Иван Гончар · Владислав Величко · Кирилл Холкин · Роман Гальмак ·   |  |  |  |
| Комбиниров. эстафета 4×100 м   | Россия — 3:45.95 Александр Кононов · Даниил Писецкий · Максим Пронин · Роман Жидков · | Казахстан — 3:48.74 Егор Попов · Игорь Русанов · Максим Сказобцов · Нурдавлят Абжапаров · | Беларусь — 3:51.47 Виталий Якубович · Данила Бохуров · Кирилл Холкин · Роман Гальмак · |  |  |  |

### Женщины
| Дисциплина                     | Золото                                                                                 | Серебро                                                                                        | Бронза                                                                                            |  |  |  |
| 50 м вольный стиль             | Кира Манохина — 25.44 Россия                                                           | Василиса Малаева — 26.06 Россия                                                                | Мария Пученкова — 26.69 Беларусь                                                                  |  |  |  |
| 100 м вольный стиль            | Кира Манохина — 56.05 Россия                                                           | Алиса Ивахно — 56.98 Россия                                                                    | Мария Пученкова — 57.44 Беларусь                                                                  |  |  |  |
| 200 м вольный стиль            | Анастасия Кувычко — 1:59.19 Россия                                                     | Софья Дьякова — 1:59.71 Россия                                                                 | Мария Пученкова — 2:06.92 Беларусь                                                                |  |  |  |
| 400 м вольный стиль            | Софья Дьякова — 4:11.72 Россия                                                         | Ксения Мишарина — 4:12.15 Россия                                                               | Мария Пученкова — 4:26.84 Беларусь                                                                |  |  |  |
| 800 м вольный стиль            | Ксения Мишарина — 8:35.50 Россия                                                       | Анастасия Кувычко — 8:44.81 Россия                                                             | Дарья Гарист — 9:23.12 Беларусь                                                                   |  |  |  |
|                                |                                                                                        |                                                                                                |                                                                                                   |  |  |  |
| 100 м на спине                 | Милана Степанова — 1:03.27 Россия                                                      | Кира Реброва — 1:04.27 Россия                                                                  | Лидия Христук — 1:05.35 Беларусь                                                                  |  |  |  |
| 200 м на спине                 | Милана Степанова — 2:16.47 Россия                                                      | Мария Баранова — 2:18.08 Россия                                                                | Дарья Володина — 2:25.24 Беларусь                                                                 |  |  |  |
|                                |                                                                                        |                                                                                                |                                                                                                   |  |  |  |
| 100 м брасс                    | Алиса Белая — 1:11.98 Беларусь                                                         | Виктория Блинова — 1:12.12 Россия                                                              | Анна Крюк — 1:12.48 Беларусь                                                                      |  |  |  |
| 200 м брасс                    | Виктория Блинова — 2:30.74 Россия                                                      | Елена Шальнова — 2:34.64 Россия                                                                | София Семенькова — 2:35.00 Беларусь                                                               |  |  |  |
|                                |                                                                                        |                                                                                                |                                                                                                   |  |  |  |
| 100 м баттерфляй               | Виктория Миронова — 1:04.66 Россия                                                     | Елизавета Акшаева — 1:04.48 Беларусь                                                           | Анастасия Подлобникова — 1:04.51 Беларусь                                                         |  |  |  |
| 200 м баттерфляй               | Виктория Миронова — 2:17.95 Россия                                                     | Елизавета Акшаева — 2:20.10 Беларусь                                                           | Дария Токтобаева — 2:28.67 Казахстан                                                              |  |  |  |
|                                |                                                                                        |                                                                                                |                                                                                                   |  |  |  |
| 200 м комплекс                 | Виктория Блинова — 2:17.48 Россия                                                      | Дария Токтобаева — 2:25.93 Казахстан                                                           | Анастасия Ермакова — 2:26.02 Казахстан                                                            |  |  |  |
| 400 м комплекс                 | Виктория Блинова — 4:47.84 Россия                                                      | Анастасия Ермакова — 5:05.07 Казахстан                                                         | Елена Шальнова — 5:07.42 Россия                                                                   |  |  |  |
|                                |                                                                                        |                                                                                                |                                                                                                   |  |  |  |
| Эстафета 4×100 м вольный стиль | Россия — 3:45.98 Кира Манохина · Милана Степанова · Алиса Ивахно · Василиса Малаева ·  | Беларусь — 3:57.87 Анастасия Подлобникова · Дарья Жилинская · Дарья Гарист · Мария Пученкова · | Казахстан — 4:04.49 Яна Лукьянчикова · Лина Абдразакова · Анастасия Ермакова · Дария Токтобаева · |  |  |  |
| Комбиниров. эстафета 4×100 м   | Россия — 4:16.66 Кира Реброва · Виктория Блинова · Виктория Миронова · Кира Манохина · | Беларусь — 4:27.27 Дарья Володина · Анна Крюк · Елизавета Акшаева · Мария Пученкова ·          | Казахстан — 4:35.89 Яна Лукьянчикова · Дарья Чеснокова · Анастасия Ермакова · Дария Токтобаева ·  |  |  |  |

### Смешанные дисциплины
| Дисциплина                     | Золото                                                                                   | Серебро                                                                                       | Бронза                                                                                       |
| Эстафета 4×100 м вольный стиль | Россия — 3:33.45 Роман Жидков · Андрей Черепков · Алиса Ивахно · Кира Манохина ·         | Беларусь — 3:41.66 Иван Гончар · Роман Гальмак · Дарья Жилинская · Мария Пученкова ·          | Казахстан — 3:44.05 Игорь Русанов · Максим Сказобцов · Яна Лукьянчикова · Дария Токтобаева · |
| Комбиниров. эстафета 4×100 м   | Россия — 3:59.54 Милана Степанова · Даниил Писецкий · Виктория Миронова · Роман Жидков · | Беларусь — 4:06.59 Виталий Якубович · Генрих Тонкович · Елизавета Акшаева · Мария Пученкова · | Казахстан — 4:09.29 Егор Попов · Анастасия Ермакова · Максим Сказобцов · Дария Токтобаева ·  |